# Mohammad Ali Jinnah
Mohammad Ali Jinnah, nato Mahomedali Jinnahbhai (in urdu محمد علی جناح‎?; Karachi, 25 dicembre 1876 – Karachi, 11 settembre 1948), è stato un politico pakistano. Avvocato e uomo di stato, è considerato il padre fondatore del Pakistan.
Inizialmente fu un nazionalista indiano poi un nazionalista islamico nell'India britannica.
Conosciuto in Pakistan con gli appellativi di Quaid-i-Azam (in urdu  قائد اعظم‎?, Grande Leader) e Baba-i-Qaum (in urdu بابائے قوم‎?, Padre della Nazione), gli anniversari della sua nascita e della sua morte sono feste nazionali in Pakistan.

## Biografia

### Gioventù
Jinnah nacque a Karachi, nella regione del Sindh (al secolo facente parte dei dominii del Raj britannico), il 25 dicembre del 1876 in una ricca famiglia di mercanti khoja (un gruppo religioso islamico di ceppo ismailita) originaria del Gujarat. I suoi primi studi li compì presso la Sindh Madrasatul Islam, e in seguito presso la Christian Mission School. Nel 1892 andò in Gran Bretagna per studiare Giurisprudenza presso il Lincoln's Inn. Dopo la laurea iniziò ad esercitare la professione a Bombay, dove divenne presto un noto e affermato avvocato.

### Ingresso in politica
Nel 1905 entrò formalmente in politica aderendo all'Indian National Congress. Nello stesso anno accompagnò Gopal Krishna Gokhale nel Regno Unito, assieme a una nutrita delegazione, con lo scopo di perorare la causa dell'autogoverno dell'India. Grazie al suo carisma e alle sue capacità organizzative fece carriera velocemente, divenendo nel 1910 membro dell'Imperial Legislative Council.

### Lega musulmana
Nel 1913 aderì alla Lega Musulmana Panindiana (All India Muslim League), divenendone, in pochi anni, uno dei principali esponenti. Prima della pubblicazione del "Nehru Report" nel 1928, Jinnah fu sempre un forte sostenitore dell'unità indù-musulmana. Nel "Nehru Report" si delineavano le linee guida di un'India post-britannica, e, secondo Jinnah, tale documento era in parte discriminatorio per la minoranza musulmana. Deluso dalla situazione politica, si trasferì a Londra.
Nel 1934, sotto forte pressione della Lega musulmana, tornò in India, assumendone la carica di Presidente. Riorganizzò la Lega dotandola di un'efficiente e capillare struttura che, nelle elezioni del 1937, le permise di ottenere 108 dei 485 seggi parlamentari.

### Nascita del Pakistan
Jinnah, ispirato da Atatürk e dalla sua Turchia laica, espose già nel 1894, presso l'annuale riunione della Lega, l'idea di una nazione islamica indiana, denominata Pakistan. L'idea non piacque al Congresso Nazionale Indiano e, in particolare, al Mahatma Gandhi, il quale, per evitare la separazione in due Stati, al momento dell'indipendenza propose a Jinnah di diventare Primo ministro dell'India unita.
La proposta fu però aspramente criticata da buona parte del Congresso Nazionale Indiano, il che convinse ancor di più Jinnah dell'impossibilità, per i musulmani, di convivere alla pari in una nazione prevalentemente indù.
Il 14 agosto 1947 nacque il Pakistan. Jinnah, però, non visse abbastanza a lungo da poter fare da guida alla nuova nazione. Da tempo ammalato di tubercolosi polmonare, morì di infarto a Karachi il 11 settembre 1948. La sua grandissima collezione di libri è conservata nell'Università di Karachi.